# 伊朗日
伊朗日（法語：Illange，法語發音：[ilɑ̃ʒ]；洛林法兰克语：Illéngen）是法国摩泽尔省的一个市镇，位于该省西北部，摩泽尔河右岸，属于蒂永维尔区。

## 地理
伊朗日（49°19'42"N, 6°10'45"E）面积5.65 平方千米，位于法国大東部大區摩泽尔省，该省份为法国东北部内陆省份，是洛林的一部分，西南接默尔特-摩泽尔省，东临下莱茵省，北与卢森堡和德国接壤。
与伊朗日接壤的市镇（或旧市镇、城区）包括：贝尔特朗日、弗洛朗日、蒂永维尔、于康日、于茨。

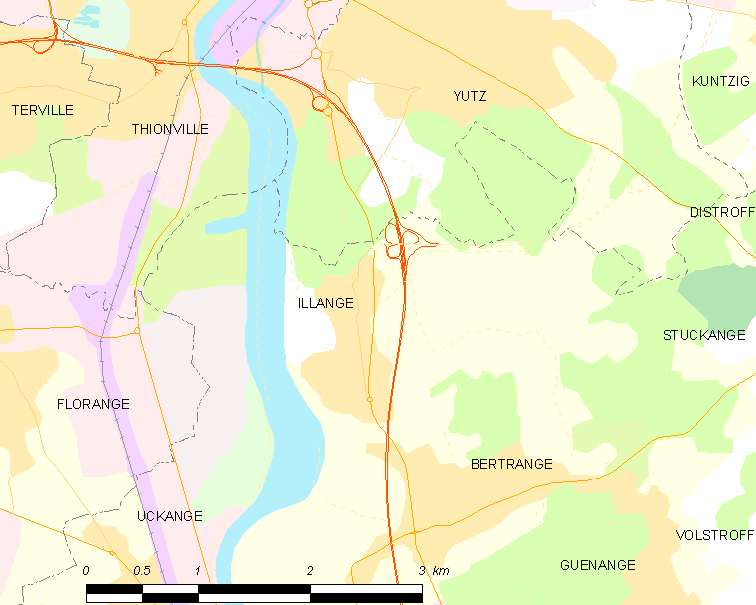
伊朗日的OSM定位图

伊朗日的时区为UTC+01:00、UTC+02:00（夏令时）。

## 行政
伊朗日的邮政编码为57970，INSEE市镇编码为57343。

## 政治
伊朗日所属的省级选区为于茨县。

## 人口

1962-2008年间伊朗日人口变化图示

伊朗日于2022年1月1日时的人口数量为1785人。